# ديفيد بيليون
ديفيد بيليون (بالفرنسية: David Bellion)‏ ولد في (27 نوفمبر 1982 في باريس) لاعب كرة قدم فرنسي يلعب حاليا لصالح نادي الدرجة الأولى بوردو الفرنسي في مركز المهاجم . .

## المسيرة الرياضية

### كان
بدأ بيليون مسيرته الرياضية ناشئا في نادي كان سنة 1996 عندما كان يبلغ من العمر 14 سنة واستطاع أن يجذب اهتمام الأندية الخارجية ونجح بالفعل في التعاقد مع نادي سوندرلاند الإنجليزي في صيف سنة 2001 .

### سوندرلاند
شارك في أول مباراة رسمية بقميص نادي سوندرلاند في مواجهة نادي فولهام في أغسطس 2001 كبديل بينما سجل هدفه الأول في مرمى نادي أستون فيلا في سبتمبر 2002 . بعد تسجيله الهدف أصبح بيليون أساسيا في التشكيلة . قرر بيليون العودة إلى بلاده في منتصف الموسم من دون أن يأخذ الإذن من مسئوليه في نادي سوندرلاند مما حدا بالمشجعين إلى صب جام غضبهم عليه خصوصا أن النادي يصارع من أجل عدم الهبوط . بعد عودة بيليون صرح بيليون أنه قام بزيارة جدته المريضة ولذلك قرر أن لا يكون متاحا للعب مع ناديه لأنه حسب تصريحه غير لائق نفسيا للعب . في هذا الوقت ازدادت الإشاعات في الحديث عن قرب انتقاله إلى نادي مانشستر يونايتد وتم تصوير لقاء مندوب نادي مانشستر يونايتد ومدير أعمال بيليون ولكن الأخيرين أنكرا حدوث اللقاء . قرر بيليون الموافقة على الانتقال إلى نادي مانشستر يونايتد في صفقة انتقال حر في صيف 2003 لأن عقده مع نادي سوندرلاند ينتهي في 30 يونيو 2003 . ولكن ظهرت مشكلة أن بيليون لم يتم بعد الثالثة والعشرين من العمر وبالتالي فمن حق نادي سوندرلاند استلام مبلغ تعويضي عن رحيله حتى لو انتهى العقد الذي يربط بينهما . تم الاتفاق على دفع مبلغ 2 مليون جنيه استرليني يرتفع إلى 3 ملايين جنيه إسترليني حسب بعض الشروط . ووقع رئيس نادي سوندرلاند بوب موراي على اتفاق يقضي بعقد رفع شكوى على نادي مانشستر يونايتد بسبب أنه فاوض بيليون أثناء الموسم ودفع فاتورة هاتفه . وصرح نائب رئيس نادي آرسنال آنذاك ديفيد دين أن مدير أعمال بيليون قد عرضه عليه من أجل اتمام صفقة غير قانونية معه .

### مانشستر يونايتد
انتقل بيليون إلى أولد ترافورد في أغسطس 2003 وسجل هدفه الأول في مرمى نادي سيلتيك الاسكتلندي ضمن الفترة التحضيرية التي تسبق الموسم الجديد والتي جرت في أمريكا . هدفه الأول الرسمي كان في مرمى نادي ليدز يونايتد ضمن بطولة كأس رابطة الأندية الإنجليزية المحترفة بينما في بطولة الدوري الممتاز فقد سجل هدفين فقط طوال موسم 2003/2004 وكانا في مرمى ناديي إيفرتون وتوتنهام هوتسبر على ملعب أولد ترافورد . في بداية موسم 2004/2005 أحس بيليون بالاستياء لجلوسه على كرسي الاحتياط كثيرا . تم إنزال بيليون إلى الفريق الرديف من أجل عدم فقدان لياقة المباريات ولكنه تعرض إلى إصابة خطيرة وهي كسر في عظم الساق أثناء مواجهة رديف نادي تشيلسي في شهر مايو . تمت الموافقة على إعارة بيليون إلى نادي وست هام يونايتد في النصف الأول من موسم 2005/2006 وعاد للمرة الأولى إلى ملعب الأضواء التابع لنادي سوندرلاند في أكتوبر 2005 ولكنه بقي جالسا على كرسي الاحتياط طوال دقائق المباراة التسعين ولكن المشجعين لم يرحموه من صفارات الاستهجان . سجل هدفه الأول في مرمى نادي شيفيلد وينزداي في بطولة كأس رابطة الأندية الإنجليزية المحترفة في 20 سبتمبر وبعدها شارك في 10 مباريات أغلبها بديلا .

### نيس
في 9 يناير 2006 وافق على الانتقال بعقد إعارة لما تبقى من الموسم إلى نادي نيس . بعد تقديمه أداء عالي المستوى قرر مسئولو نادي نيس تحويل عقد الإعارة إلى عقد دائم في شهر يونيو .

### بوردو
انضم بيليون إلى نادي بوردو في 15 يوليو 2007 موقعا على عقد يمتد لأربع سنوات . في أول مباراة رسمية في بطولة الدوري استطاع أن يسجل هدف المباراة الوحيد في مرمى نادي لنس . في موسم 2008/2009 استطاع أن يساهم في تحقيق النادي 3 بطولات وهي كأس الأبطال الفرنسي ثم كأس الدوري الفرنسي ثم بطولة دوري الدرجة الأولى .

## الإنجازات
مانشستر يونايتد
- كأس الاتحاد الإنجليزي : 2003/2004
- الدرع الخيري : 2003/2004

بوردو
- دوري الدرجة الأولى : 2008/2009
- كأس الدوري الفرنسي : 2008/2009
- كأس الأبطال الفرنسي : 2008/2009

## روابط خارجية
- ديفيد بيليون على موقع رابطة كرة القدم الفرنسية للمحترفين (الإنجليزية)
- ديفيد بيليون على موقع قاعدة بيانات كرة القدم.إي يو (الإنجليزية)
- ديفيد بيليون على موقع بيانات كرة القدم. دي إي (الألمانية)
- ديفيد بيليون على موقع ليكيب (الفرنسية)
- ديفيد بيليون على موقع Soccerbase.com (لاعب) (الإنجليزية)
- ديفيد بيليون على موقع Soccerway.com (الإنجليزية)
- ديفيد بيليون على موقع عالم كرة القدم.نت (الإنجليزية)
- ديفيد بيليون على موقع كووورة
- ديفيد بيليون على موقع AS.com (الإسبانية)